# Dezaemon Kids!
Dezaemon Kids! est un jeu vidéo de tir, uniquement publié en 1998 au Japon, sur console PlayStation, développé et édité par Athena Co., Ltd. Le jeu est réédité à l'international avec les textes originaux japonais, en 2011 sur PlayStation 3 et PlayStation Portable, et en 2012 sur PlayStation Vita. Il fait partie de la série Dezaemon.

## Système de jeu
Le joueur peut inventer et tirer dans des niveaux et sur des ennemis, en plus de composer la musique du jeu. Il comprend une interface colorée qui fait même appel au plus jeune public. Ils comprend également de nombreuses données d'échantillon, une option en défilement horizontal, et un mode deux joueurs en simultané. Un deuxième disque qui l'accompagne comprend 102 échantillons de jeux créés dans Dezaemon Plus.
Le jeu contient un long tutoriel dans lequel le joueur peut créer son arme. Il présente les diagrammes et différents aspects à la création d'une arme dans lequel le joueur est guidé par un genre de lapin vert.